# 이형목
이형목은 대한민국의 천문학자이다. 전 한국천문연구원 원장이다.

## 수상
2019년 수당상

## 주요 제자
- 이강환

1. ↑  https://www.edaily.co.kr/news/read?newsId=01161126622362312&mediaCodeNo=257